# Brian Selznick
Brian Selznick, är en amerikansk författare som har skrivit prisbelönta boken En fantastisk upptäckt av Hugo Cabret.

## Böcker
- Wonderstruck (2011)
- En fantastisk upptäckt av Hugo Cabret (2007)
- Boy of a Thousand Faces (2000)
- The Robot King (1995)
- The Houdini Box (1991)